# Đồi Mintaka

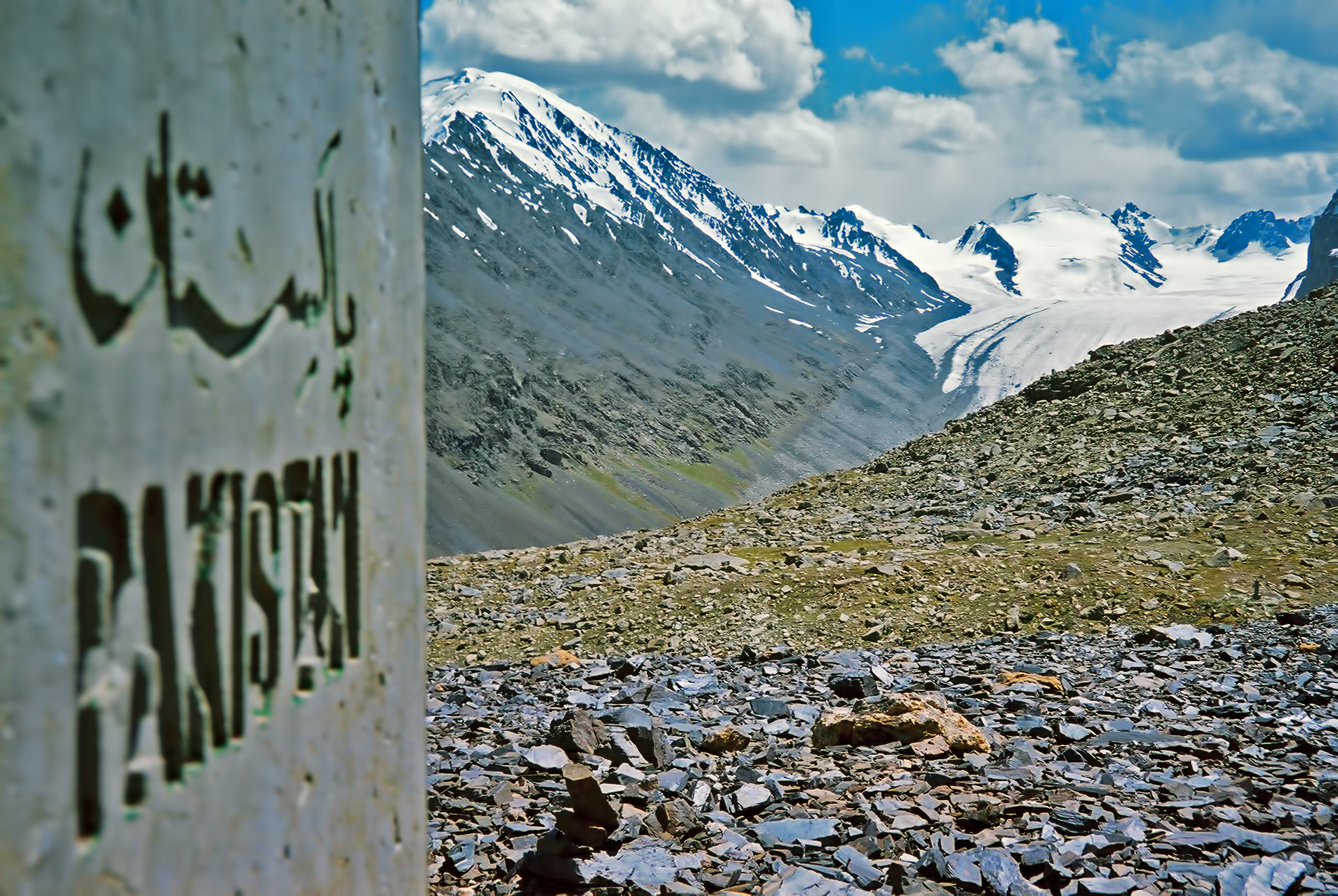
Một cột mốc chủ quyền của Pakistan gần đồi Mintaka

Đồi Mintaka hay Mingteke hoặc tên khác là Mintika (tiếng Trung Quốc: 明铁盖达坂) là tên của một ngọn đồi nằm ở dãy núi Karakorum, tức là ở vùng biên giới của Pakistan và Tân Cương của Trung Quốc. Vào thời xa xưa, ngọn đồi này cùng đồi Kilik (cách nhau 30 km về phía tây)  là hai con đường chính để đi vào thung lũng Gojal theo hướng bắc. Bên cạnh đó, hai ngọn đồi này còn được xem là con đường vào thung lũng Chalachigu và thung lũng Taghdumbash Pamir từ phía nam. Trong ngôn ngữ của người Kyrgyz, Mintaka có nghĩa là "nghìn con dê".

## Lịch sử
Từ thời xa xưa, đồi Mintaka và đồi Kilik được xem là đường ngắn nhất và nhanh nhất để đi đến Bắc Ấn khi khởi hành từ lỏng chảo Tarim. Nhưng con đường này vô cùng nguy hiểm và chỉ thích hợp khi đi bộ.
Năm 1966, khi mà xa lộ Karakoram đang trong quá tình xây dựng, Pakistan muốn con đường này đi qua đồi Minaka. Tuy nhiên phía Trung Quốc cho rằng con đường sẽ dễ bị hư hỏng những đợi không kích, do đó phía họ đã chọn đồi Khunjerab để thay thế. Cuối cùng, xa lộ Karakoram cũng đã được xây băng qua đồi Khunjerab.
Vào cuối năm 2010, phía Pakistan có một vài công ty du lịch đã cung cấp dịch vụ khi tham quan tại khu vực này. Nhưng ở phía Trung Quốc thì chưa cho phép khách du lịch vào trong mà chỉ cho người địa phương hoặc người chăn nuôi đi vào.

## Quá trình vận chuyển hàng
Người ta đưa hàng hóa đến tập trung lại tại đồi Mintaka và Kilik bằng động vật, rồi sau đó đưa đến cửa ngõ vào thung lũng Hunza. Sau đó, hàng hóa sẽ được vận chuyển bởi những cu li (công nhân khuân vác) đến Gligit (việc này là việc rất nguy hiểm và tốn kém). Sau đó hàng hóa được chất lên những con loài gia súc chuyên chở hàng thêm lần nữa rồi cả người lẫn hàng hóa đi về phía đông để đến Kashmir, sau đó là Taxila. Hoặc là đi về phía tây để đến Chitral và sau đó chuyến hàng sẽ dễ dàng đến Jalalabad hay Peshawar via Swat.
- Chỏm của đồi Mintaka năm 1918.
- Vị trí tương đối với Pakistan